# 佐世保市立日野中学校
佐世保市立日野中学校（させぼしりつ ひのちゅうがっこう）は、長崎県佐世保市日野町にある公立中学校。

## 概要
歴史
佐世保市立相浦中学校から分離する形で2001年（平成13年）に開校。2016年（平成28年）に創立15周年を迎えた。
校区
住所表記で「長崎県佐世保市」の後に「長坂町、大潟町、日野町、星和台町、椎木町、鹿子前町（一部）」が続く地域。小学校区は佐世保市立日野小学校、佐世保市立相浦西小学校（大崎分校を含む）。
校訓
「愛」
校章
校歌
作詞は校歌作成委員会、作曲は中島忠幸による。

## 沿革
- 2001年（平成13年）4月1日 - 佐世保市立相浦中学校から分離する形で「佐世保市立日野中学校」（現校名）が開校。
- 2006年（平成18年）4月1日 - 2学期制となる。
- 2013年（平成25年）9月 - 完全給食を開始[1]。

## 著名な出身者
- 森山遥菜 - ソフトボール選手
- 米須玲音 - バスケットボール選手

## 交通
最寄りのバス停
- 西肥バス（させぼバスも含む）「日野小学校入口」・「沖田自衛隊入口」

最寄りの国道・県道
- 長崎県道11号佐世保日野松浦線 - 西九州自動車道 佐々佐世保道路（無料区間）相浦中里ICに接続している。

## 周辺
- 佐世保市立日野小学校
- 佐世保日野郵便局
- 日野幼稚園
- 金比羅神社